# Реза (хутор)
Реза́ — хутор в Рыльском районе Курской области. Входит в состав Козинского сельсовета.

## География
Хутор находится на реке Обеста (левый приток Клевени), в 134 км западнее Курска, в 31 км западнее районного центра — города Рыльск, в 4,5 км от центра сельсовета  — Козино.
Климат
Реза, как и весь район, расположена в поясе умеренно континентального климата с тёплым летом и относительно тёплой зимой (Dfb в классификации Кёппена).

## Население
| 2002 | 2010 |
| ---- | ---- |
| 51   | ↘31  |

## Инфраструктура
Личное подсобное хозяйство. В хуторе 31 дом.

## Транспорт
Реза находится в 4 км от автодороги регионального значения 38К-017 (Курск — Льгов — Рыльск — граница с Украиной), в 1 км от автодороги межмуниципального значения 38Н-356 (38К-017 — Локоть), в 4,5 км от ближайшего ж/д остановочного пункта Локоть (линия Хутор-Михайловский — Ворожба).
В 198 км от аэропорта имени В. Г. Шухова (недалеко от Белгорода).